# Congolese slangenarend
De Congolese slangenarend (Circaetus spectabilis synoniem Dryotriorchis spectabilis) is een vogel uit de familie van havikachtigen (Accipitridae). De vogel werd in 1863 beschreven door Hermann Schlegel (in Leiden werkzaam) als Astur spectabilis in het Nederlandsch Tijdschrift voor de Dierkunde. In 1874 plaatste de Britse vogelkundige George Ernest Shelley de soort in een apart geslacht Dryotriorchis. Daarna veranderde de wetenschappelijke naam nogal eens. In 2013 werd de soort in het geslacht Circaetus geplaatst op de IOC World Bird List. Op grond van de inzichten uit Mindell et al 2018 is (terug)plaatsing in het geslacht Dryotriorchis fylogenetisch gezien beter. In 2025 is het taxon op grond van in 2024 gepubliceerd onderzoek (weer, maar onder onder voorwaarden) als Circaetus op de lijst gezet.

## Verspreiding en leefgebied
Deze soort komt voor in westelijk en centraal Afrika en telt twee ondersoorten:
- C. s. spectabilis: van Sierra Leone en Liberia tot noordelijk Kameroen.
- C. s. batesi: van zuidelijk Kameroen tot zuidelijk Soedan, centraal Congo-Kinshasa en noordwestelijk Angola.